# يوسف الجادر
يوسف الجادر ويُعرف أيضًا باسمِ أبو فرات (وُلد عام 1970 في مدينة جرابلس وتوفيّ في 15 كانون الأول/ديسمبر 2012) كانَ عقيدًا في الجيش العربي السوري ثمّ تحوّل بعدَ الثورة إلى مُعارِض سوري وأصبحَ أحد القياديين في الجيش السوري الحر.

## الحياة المُبكّرة
وُلد يوسف في مدينة جرابلس ودرسَ في أحد المدارس المحليّة بالمدينة ثمّ تخرج من ثانوية أحمد سليم ملا ليلتحق بمعهد إعداد المدرسين في مدينة حلب ثمّ تركها بعد عامٍ واحدٍ ليلتحقَ بالكلية الحربية في حمص في الأوّل من نوفمبر من عام 1990.
تخرّج الجادر من الكلية الحربية في كانون الأول/يناير 1993 برتبة ملازم أول ثمّ تابعّ عمله بالسلك العسكري حتى ارتقى إلى رتبة عقيد فصارَ قائد كتيبة المدرعات في اللاذقية.

## النشاط الثوري
قضى يوسف وقتًا طويلًا قائدًا لأحدِ كُتب المدرعات ثمّ تغيّرت الأمور عندما اندلعت الثورة السورية عام 2011 حيثُ انشقّ عن الجيش النظامي في وقتٍ مبكرٍ نوعًا ما؛ كان ذلك في 18 تمّوز/يوليو 2012 فسارعَ بالانضمام إلى مجموعة «لواء التوحيد» المسلحة في مدينة الباب بريف حلب وعاد بعدها إلى مسقط رأسه جرابلس ليُصبح أحد قادة اللواء. شاركَ يوسف الجادر بالسيطرة على أجزاء من ريف حلب كما قادَ مع الجيش الحر المعركة التي نجحَ فيها هذا الأخير في السيطرةِ على حيي سيف الدولة وصلاح الدين بالإضافةِ إلى السيطرة على مدرسة المشاة بتاريخ 13 كانون الأول/ديسمبر 2012.

## الوفاة
قُتل يوسف الجادر في 15 كانون الأول/ديسمبر من عام 2012 بعدَ استهدافِ مقره معَ عددٍ منَ الثوار الآخرين بقذيفة مدفعية أُطلقت من أحد الدبابات التابعة للنظام والتي كانت تتمركزُ في معسكر التدريب الجامعي في المدينة.